# Faster Than the Speed of Night
Faster Than the Speed of Night ist das fünfte Studioalbum der britischen Sängerin Bonnie Tyler, das im April 1983 erschien.

## Entstehung und Veröffentlichung
Die Erstveröffentlichung von Faster Than the Speed of Night erfolgte am 8. April 1983 bei Columbia Records. Das Album erschien in seiner Originalausführung als LP mit neun Titeln (Katalognummer: 25304). Am 13. September 2013 erschien es erstmals, im Zuge der Alben-für-die-Ewigkeit-Reihe, als CD-Ausführung (Katalognummer: 88883752242).
Das Album ist eine Mischung aus Coverversionen (5 Titel) und Neukompositionen (4 Titel). Geschrieben wurden die Leider dabei von verschiedenen, wechselnden Autoren. Für die Produktion aller Lieder zeichnete alleine Jim Steinman verantwortlich, der zugleich Autor der beiden Titel Faster Than the Speed of Night und Total Eclipse of the Heart ist.

## Titelliste
1. Have You Ever Seen the Rain? (John Fogerty) – 4:10
2. Faster Than the Speed of Night (Jim Steinman) – 6:45
3. Getting So Excited (Alan Gruner) – 3:32
4. Total Eclipse of the Heart (Steinman) – 7:02
5. It’s a Jungle Out There (Dennis Polen, Paul Pilger, William Moloney) – 4:39
6. Going Through the Motions (Ian Hunter, Eric Bloom) – 4:09
7. Tears (Duett mit Frankie Miller) (Frankie Miller) – 3:51
8. Take Me Back (Billy Cross) – 5:23
9. Straight from the Heart (Bryan Adams, Eric Kagna) – 3:42

## Mitwirkende
- Bonnie Tyler: Gesang
- Roy Bittan: Keyboards, Klavier
- Rick Derringer: Gitarre
- Martin Briley: Gitarre
- Hiram Bullock: Gitarre
- Will Lee: Bass
- Steve Buslowe: Bass
- Steven Margoshes: Keyboards
- Larry Fast: Synthesizer
- Dave Lebolt: Synthesizer
- Paul Shaffer: Orgel
- Steve Jordan: Schlagzeug
- Max Weinberg: Schlagzeug
- Jimmy Maelen: Perkussion
- Erika Katz: Gesang
- Brian Pew: Gesang
- Edward Skylar: Gesang
- Tristine Skylar: Gesang
- David Varga: Gesang
- Holly Sherwood: Begleitgesang, Gesang
- Eric Troyer: Begleitgesang, Gesang
- Rory Dodd: Begleitgesang, Gesang

## Preise
- American Music Awards
  - Favorite Rock/Pop Female Artist (Nominierung)
  - Favorite Rock/Pop Single Total Eclipse of the Heart (Nominierung)
- Grammy
  - Best Pop Vocal Performance Female Total Eclipse of the Heart (Nominierung)
  - Best Rock Vocal Performance Female Faster Than the Speed of Night (Nominierung)
- Guinness-Buch der Rekorde
  - Erste Künstlerin, die in den UK-Albumcharts auf Platz 1 einstieg (1983)
- Goldene Europa
  - Best Singer 1983
- Variety Club of Great Britain Award
  - Best Recording Artist (1983)

## Kommerzieller Erfolg

### Chartplatzierungen
Faster Than the Speed of Night avancierte zum Nummer-eins-Album in Neuseeland, Norwegen und dem Vereinigten Königreich. In den britischen Albumcharts war Tyler die erste weibliche Künstlerin, die direkt auf Platz eins einstieg. Darüber hinaus erreichte das Album Top-10-Platzierungen in Schweden (Rang 3) und den US-amerikanischen Billboard 200 (Rang 4).
| ChartsChartplatzierungen       | Höchstplatzierung | Wochen |
| ------------------------------ | ----------------- | ------ |
| Deutschland (GfK)              | 20 (14 Wo.)       | 14     |
| Schweiz (IFPI)                 | 19 (3 Wo.)        | 3      |
| Vereinigte Staaten (Billboard) | 4 (32 Wo.)        | 32     |
| Vereinigtes Königreich (OCC)   | 1 (45 Wo.)        | 45     |

### Auszeichnungen für Musikverkäufe
| Land/Region                  | Auszeichnungen für Musikverkäufe (Land/Region, Auszeichnung, Verkäufe) | Verkäufe  |
| ---------------------------- | ---------------------------------------------------------------------- | --------- |
| Frankreich (SNEP)            | Gold                                                                   | 100.000   |
| Hongkong (IFPI/HKRIA)        | Gold                                                                   | 10.000    |
| Kanada (MC)                  | 2× Platin                                                              | 200.000   |
| Neuseeland (RMNZ)            | Platin                                                                 | 20.000    |
| Norwegen (IFPI)              | Gold                                                                   | 50.000    |
| Schweden (IFPI)              | Platin                                                                 | 100.000   |
| Vereinigte Staaten (RIAA)    | Platin                                                                 | 1.000.000 |
| Vereinigtes Königreich (BPI) | Silber                                                                 | 60.000    |
| Insgesamt                    | 1× Silber · 3× Gold · 5× Platin ·                                      | 1.540.000 |